# 투탁

투탁 핀셔(2TAK PINSCHER 본명: 김현, 1992년 6월 16일 ~ )는 대한민국 힙합 뮤지션이자, 바버이다. 2018년 싱글《GROZA》 발표와 동시에 활동명을 투탁에서 투탁 핀셔로 바꾸었다.
2008년 비트박스팀 6 Is 창립 이후 독보적인 퍼포먼스와 한국인 최초의 비트박스 앨범 제작자로 본격적으로 힙합씬에 알려지게 되었다.
2020년 결성한 서울 피스톨즈와 함께 Man1ac, Tiger JK의 싱글 콜라보레이션, Airdays 마스크 CF와 G마켓 CF에 출연하는 등 새로운 전성기를 맞이하였다는 평가를 받으며, 그들과 함께 정규 1집 앨범을 발매하였다.
2021년 10월 서울호서예술실용전문학교 KPOP 계열의 교수로 임용되었다.
서울시 송파구에 위치한 오클리먼33 바버샵 잠실점 의 바버이다.

## 바이오그래피
2008년 어느 비트박스 배틀대회에서 만난 Two.H와 비트박스팀 6 Is를 결성하게 되었으며 이후 USA 초기 비트박스 챔피언 Frisco의 영입소식을 알렸고 한국 비트박스팀 중 절대적인 존재가 되었다. 6 Is는 일부 멤버 교체 후 Primate라는 이름으로 그룹명을 바꾸었다. 프리마테의 첫 싱글 앨범 《Mental》 은 음악취향Y 평론가 정병욱에게 별점 4점을 받았다. 2020년 12월 Seoul Pistolz를 결성한 후, 프리마테는 공식 해체되었다.
그는 Reach Best 비트박스 배틀대회 우승 이후 앨범 제작에만 몰두 하였으며 2012년 VASCO, Basick 등이 속한 Independent Records에 합류하였으나 레이블이 해체 수순을 밟게 되고 2013년 6월 Hiphopplaya를 통해 Outsider의 레이블 Assa Communication과의 계약 소식을 알렸다. 2012년 첫 해외 무대로 David Pierre Guetta와의 필리핀 투어를 마치고, 2014년부터는 아시아 투어를 시작하였다.
2015년 미국 투어를 마치고, 10월 경에는 R&B 뮤지션 DEAN과의 콜라보 공연을 진행하기도 하였으며 2017년 6월 30일 첫 랩 피지컬 앨범 《Noir (1676)》을 발표하였다. 2018년 4월 11일 오앤오 엔터테인먼트 (구 아싸 커뮤니케이션)와의 계약이 만료되었다. 이후 25일 PRIMATE 이름으로 첫 정규 앨범 《영장류》를 발표하였으며, 이 앨범의 타이틀 곡 Alpha로 비보이 홍텐, Fe와 합동 퍼포먼스를 선보였다. 솔로 앨범 《Before Christ》가 그가 발표한 작업물 중 가장 수작으로 꼽힌다.
2018년 강원도 최전방에 위치한 제15보병사단 승리부대에 현역으로 입대하였으며 입대 직후 자신의 트레이드 마크였던 얼굴의 CHANEL 문신을 지웠다. 2019년 9월 육군에서 주최하는 지상군 페스티벌 공연팀에서 CNBLUE의 이정신, BTOB의 서은광함께 군복무를 하기도 하였으며 부대의 승인을 받아 데뷔 10주년 앨범 《$OKAK》을 발표하였다.
2021년 다시 한번 미국의 서부 지역 San Diego와 San Francisco 무대에서 공연을 진행했다.

## 스타일
전 한국 비트박스씬에선 볼 수 없었던 역동적인 움직임과 재치있는 음악성으로 한국을 대표하는 퍼포먼스 비트박서로서 발돋움 하였으며 현재 퍼포먼스 위주인 한국 비트박스 공연 스타일에 큰 영향을 끼쳤다.
라이브의 분포도가 높았던 랩적인 측면에서는 저음으로 읊조리는 멈블랩과 지르는 성향의 샤우트랩 두가지의 스타일을 선보인다.

## 콜라보
XXXTENTACION의 크루 Members Only 멤버들과 친분이 있는데 그 중 Bass Santana와는 《GROZA》를, Tank Head와는 《아구창을 확》을 작업하였다.
뮤지션들 이외에도 패션 계열에서 디자이너들과의 협업을 하였는데 《Before Christ》에서는 Lady Gaga, Pussycat Dolls의 디자이너 Ara Jo가 의상을 제작하였고, 그로테스크 일러스트레이터 Jang Koal과의 콜라보로 티셔츠 Meat Girl 발매하였다. 현재 절판된 상태이다.
2015 Seoul Fasion Week 디자이너 박윤희의 패션 브랜드 Greedilous 런웨이에서 공연하기도 하였다.

## 이슈
그는 공연장과 동영상 등에서 자주 선보였던 영화 Transformer의 옵티머스 프라임과 디셉티콘의 대결장면을 MBC 《놀러와》 출연 당시 선보여 각종 포털사이트 검색어 1위를 차지하는 등 큰 화제를 낳기도 하였다.
2020년 1월 29일 가오가이, 키츠요시, 조광일, 아웃사이더 등이 참가한 LBNC - 디핀칼즈 레코즈 디스전에서 타이미와 함께 아웃사이더를 겨냥한 속도의 한계를 발표하였다.
아웃사이더와 투탁 핀셔는 2015년 프로젝트 팀 Octagon을 결성하기도 하였었다.

## 디스코그래피

### 앨범
- 2010년 2월 22일: Single 《EXPLOISON》
- 2011년 12월 9일: 6 is 1st EP 《Beatronic》
- 2012년 12월 18일: 2TAK & Two.H Single《KEEP INDEPENDENT (Feat. VASCO, SWINGS)》
- 2013년 12월 18일: 2Tak In Quantize EP 《Before Christ》
- 2014년 5월 28일: 2Tak 《연산군》
- 2015년 11월 28일: 옥타곤 (아웃사이더 & 투탁) 《Gladiator (Feat. MC Meta, Koonta)》
- 2016년 6월 16일: 프리마테 《Mental》
- 2017년 3월 22일: 2Tak 《도베르만 바디》
- 2017년 6월 20일: 2Tak 《Noir (1676)》
- 2017년 8월 9일: 2Tak, Tymee, Sapo 《영웅본색 (Free Ver.)》
- 2017년 9월 13일: 프리마테 《Benjaminbarker》
- 2018년 4월 25일: 프리마테 《영장류》
- 2019년 9월 11일: 투탁 핀셔 《GROZA》
- 2020년 1월 6일: 투탁 핀셔 《$OKAK》
- 2020년 9월 25일: 투탁 핀셔 《SEXY BOY IN FLIGHT》
- 2021년 11월 10일: 투탁 핀셔 《돈으로 사랑을 살 수 있어》
- 2022년 11월 24일: 서울 피스톨즈 《Protect Loves》
- 2023년 8월 28일: 투탁 핀셔 《Barbershop》
- 2024년 7월 15일: 투탁 핀셔 《Barbershop 2》

### 참여 앨범
- 2010년 2월 22일: Gehrith Isle 《Earth, Stars-And Melody》
- 2010년 4월 27일: ADV 《Portfolio #2》
- 2013년 8월 23일: goDO 이현도-김태우 《여행을 떠나요》
- 2013년 9월 10일: AL 《Dream World》
- 2013년 10월 16일: 힙합 OST 《Breakin》
- 2013년 10월 22일: 서사무엘 《Welcome To My Zone》
- 2013년 7월 22일: Molotov 《Molotov Cocktail》
- 2013년 11월 28일: 아웃사이더, 아싸컴즈 《Blue Christmas》
- 2014년 8월 22일: InnoVator 《Hiphop》
- 2015년 1월 8일: 아웃사이더, 트위스타 《Star Warz》
- 2015년 3월 12일: 아웃사이더 《오만과 편견》
- 2015년 7월 14일: 이치원 & 소울원 《쉽지않아》
- 2016년 8월 20일: 타이미 《SYMBOL》
- 2016년 11월 14일: 다소나 《Dal》
- 2018년 11월 8일: 루팡 《Love Ur Passion And New Grace》
- 2021년 8월 31일: 프리지본 《The Freezybone》
- 2021년 12월 22일: 신비아파트 특별판 《빛의 뱀파이어와 어둠의 아이 OST》
- 2022년 11월 9일: Trial 《걸스인더케이지 OST》
- 2022년 12월 16일: 박선주 《도시 산조》

## 활동

### CF
- Airdays 마스크 《비트박스 하기 편한 마스크》
- G마켓 《Global with G》
- 설빙 (기업) 《첵스초코딸기설빙》
- 고씨네 《카레는, 고씨네!》

### 예능
- MBS 《くらべるくらべら》
- MBC 《놀러와》
- MBC MUSIC 《소리풍경》
- SBS 《슈퍼매치》
- Mnet 《JJANG TV》
- KBS 《올댓뮤직》
- 국방TV 《위문열차》
- 채널A 《관찰카메라24》

### 드라마
- KBS 《드림하이 2》 음악 제작